# Missing Songs
Missing Songs è una raccolta di B-side e demo della indie rock band inglese Maxïmo Park. La raccolta contiene una cover di Insolation originaria di John Lennon che fu inclusa anche in una compilation di cover di Lennon distribuita da un mensile musicale britannico.

## Tracce
1. A19 - 2:19 (Duncan Lloyd, Paul Smith)
2. Isolation - 1:14 (John Lennon)
3. My Life in Reverse - 3:20 (Smith)
4. Fear Of Falling - 2:36 (Archis Tiku, Smith)
5. I Want You to Leave - 2:18 (Lloyd, Lukas Wooller, Smith)
6. A Year of Doubt - 2:01 (Smith)
7. Trial And Error - 2:32 (Lloyd, Smith)
8. Stray Talk - 2:47 (Lloyd, Smith)
9. Hammer Horror - 3:46 (Wooller, Lloyd, Smith)
10. Apply Some Pressure - 3:28 (Lloyd, Smith)
11. Graffiti (Demo version) - 3:11 (Lloyd, Smith)
12. Once, a Glimpse (Demo version) - 3:27 (Lloyd, Smith)

## Japanese Edition
La raccolta fu pubblicata in Giappone per la Beat Records il 27 luglio 2005. Le tracce sono differenti dall'edizione britannica.

### Tracce
1. Going Missing  - 3:44
2. Fear Of Falling - 2:34
3. Apply Some Pressure (Demo version) - 3:25
4. A19 - 2:19
5. Graffiti (Demo version) - 3:09
6. Trial And Error - 2:29
7. Kiss You Better (Acoustic) - 2:03
8. Hammer Horror - 3:45
9. Stray Talk - 2:47